# Шипак
Шипак или шипурак, дивља ружа, пасја ружа, дивљи шипак, пасја драча, плотна ружица, бела ружа, шепурика (лат. Rosa canina) је биљка из породице ружа (Rosaceae).
Име рода (Rosa — ружа) овој биљци дали су још стари Римљани, а име врсте потиче од лат. caninus — пасји.

## Опис биљке
Корен је веома развијен и дубоко продире у земљиште.
Стабло Листопадни жбун висок 2-3 m са дугим, дебелим и разгранатим гранама које расту усправно. Гране су обрасле јаким трновима који су при основи широки и српасто се повијају према доле (ређе су прави). Кора на старим гранама је смеђа, а на младим мркозелена, често црвена. Гране носе спирално распоређене јајолике пупољке са бројним тамним љускама.
Листови су непарно перасто сложени, дуги до 9cm. Обично садрже 7 (или ређе 5 или 9) лиски које су сјајне и голе или на наличју ретко маљаве, дуге 1,5-2,5cm и 1,0-1,5cm широке. Нерватура је мрежаста. Лисна дршка је жлездаста, бодљикава и са залиском.
Цветови су са бледоружичастим или белим круничним и зеленим чашичним листићима и могу бити појединачни или груписани 3-5, пречника 2-8cm. Цветних листића има по 5, а цветна ложа је разрасла у облику пехара. Цвета од маја до јула.
Плодови су орашице (збирна орашица) дуге до 2cm. У себи садрже већи број угластих, длакавих орашчића. Плод је познатији под народним називом шипак (шипурак) па се и читава биљка тако зове. Сазрева у септембру и октобру.

## Размножавање
Размножава се семеном и вегетативно.

## Станиште
Дивља ружа је веома распрострањена биљка у природи. Расте у зони шибљака, по шумским пропланцима, међама, ливадама, пожариштима и поред путева. Није избирљива на тип земљишта, а и подноси и веће надморске висине. Расте или појединачно или у мањим групама.

## Распрострањеност
Расте у Европи, знатном делу Азије и у северној Африци. Заступљена је у свим државама бивше Југославије.

## Подврсте
Ово је веома полиморфна врста и описано је велики број подврста, варијетета и форми, као и неколико хибрида са другим ружама. Подврсту R. canina L. 1753 subsp. vulgaris је Панчић описао као београдску ружу (Rosa belgradensis Panc) 1865.

## Хемијски састав дроге
као дрога се употребљавају:
- плод ( или Rosae caninae fructus) који се бере недозрео и
- семе.

Главни лековити састојак у плоду је L-аскорбинска киселина, односно витамин Ц, које има око 0,5%. Поред тога дрога садржи:
- пектине
- танине
- шећере
- воћне киселине
- пигменте: каротиноиде, флавоноиде и у траговима антоцијан.

## Употреба
Бере се зрео плод докле год је тврд и сјајнонаранџасте боје, а такав је почетком јесени. Некада се из плода накнадно одстрањује семе. То се ради јер је плод лакше сушити без семена. Суши се у благо загрејаној сушници. Сув шипак се чува у јутаним или натрон врећама на сувом месту, заштићен од сунчеве светлости како не би изгубио на квалитету.
Употребљава се код гастритиса, пролива, а нарочито као превентива у лечењу авитаминоза. У народној медицини је значајна компонента састојака за избацивање вишка течности и пражњење црева.
Плод има специфичан мирис и слатко-кисели укус па се користи за прављење џема или чаја. Од плодова се може правити и лековито вино које представља одличан витамински напитак. Ипак, најчешће се користи као чај за уживање и освежење који повољно делује на рад срца и бубрега. Може се узимати у већим количинама без штетних последица.

## Галерија
- перасто сложен лист са залиском
- цвет
- плод - шипак
- плод
- Шипурак у јесен, околина Пирота